# Бербель Фурманн
Бербель Фурманн (нім. Bärbel Fuhrmann, 29 березня 1940) — німецька плавчиня.
Бронзова медалістка Олімпійських Ігор 1960 року.